# ルーンの子供たち
『ルーンの子供たち』（ルーンのこどもたち）は、韓国の作家ジョン・ミンヒが執筆したファンタジー小説。
日本では酒井君二訳による第1部の『冬の剣』全3巻、および第2部の『DEMONIC（デモニック）』全5巻が宙出版から出版されている。日本語版のカバーイラスト、挿絵などは中川悠京が手がけている。

## 概要
この本は韓国のアバターサービスゲーム『4leaf』のキャラクターを元に作られ、オンラインゲーム『テイルズウィーバー』の原作本にあたる。
第1部は12歳の少年ボリス・ジンネマンと伝説の武具“ウインターボトムキット”をめぐる物語。第2部は主人公ジョシュア・フォン・アルニムと天才的な存在とされる血統“デモニック”にまつわる物語。
第3部は韓国版で2024年現在6巻まで刊行されているが日本語版は未定である。titleは ルーンの子供たち : blooded. 主人公は マキシミン・リフクネ, イスピン・シャルル(シャルロット・ビエトリス・ド・オルランヌ)

## 登場人物

### 主要登場人物
ボリス・ジンネマン（ダフネンまたフラカンという名も手に入れる）
名前の意味｢ボリス｣→戦士 ｢ダフネン｣→月桂樹 ｢フラカン｣→時を待つ風
第1部『冬の剣』シリーズの主人公。冬の剣・ウィンタラーの所持者。灰色の瞳を持ち、腰まである青銅色の長い髪の持ち主。
トラバチェスの武家、ジンネマンに生まれるが、ウィンタラーをめぐる戦いの中で最愛の兄を亡くし、故郷を追われ、放浪の旅を送ることになる。ウィンタラーを狙う者に追われる心休まらない日々の後、一時期養子として住んでいたベルノア家で剣の師匠ウォルナット（ナウプリオン）と出会い、ボリスの人生は大きく変化していく。
ネニャフル学院時代では謎の多い学生として寡黙に振る舞っている。また、ウィンタラーを持つボリスは悪の武具に対抗出来る数少ない人材である。
オンラインゲーム「テイルズウィーバー」では影剣術という特異な剣術を使う設定となっており、両手剣と大剣を自由自在に扱える力と技術を持つキャラクターとして使用することができる。いかなる状況でも冷静であるというポーカー・フェイスな人物であると紹介されている。アーティファクトは「ウィンタラー」
ジョシュア・フォン・アルニム
第2部『DEMONIC』シリーズの主人公。アルニム公爵家の小公爵。デモニック・ジョシュアとも呼ばれる。青みがかった銀灰色の髪（幼いころは黒髪）に星の光る黒い瞳、美しい容姿をしている。
わずか9歳にして共和国を崩壊させる計略を考え出す類稀なる才能の持ち主。それゆえに周囲からは嫌悪の対象とされ、貴族の御曹司でありながら孤独な身であったが、故あって滞在することとなったコーツボルトの田舎においてマキシミンと出会い、お互いを親友と呼べるほどの仲になる。またそこで大叔父であるデモニック、ヒスファニエ・フォン・アルニムと出会う。
後継者の儀式を受けるときに事件があり、それを発端として彼は巨大な陰謀に巻き込まれることとなる。
オンラインゲーム「テイルズウィーバー」では霊媒として高い能力を持つことからワンドや、スモールソードを使うキャラクターとして使用することができる。人間味に欠け、社会性に乏しい人物ではあるものの「社会性にあふれた演技」をすることができる人物として紹介されている。しかしゲーム内では唯一「自分自身」を演じることを苦手としている。アーティファクトは「ハーレクインマスク」
ランジエ・ローゼンクランツ
第1部『冬の剣』、第二部『DEMONIC』共に主要キャラクターの一人として登場。共和国の再建を目論む秘密組織、「民衆の友」の会員であり、17歳にして委員長クラスの大物である。空色の髪に鮮紅色の瞳を持つ美男子。
幼少期（『冬の剣』登場時）はベルノア伯爵家でボリスの下僕としてボリスの世話をしていたが、後にネニャフル学院に入学することになる。想像を絶する辛い過去により世の中の美しさを感じることが出来なくなっており、妹のランズミも自閉症を患っている。その過去については誰にも語っていない。
オンラインゲーム「テイルズウィーバー」では唯一銃を装備するキャラクターとして使用することができる。不正を憎み、高潔であり、人間愛を備えている為にリーダーシップのある人物として紹介されている。アーティファクトは「オーバード」
マキシミン・リフクネ
第2部『DEMONIC』に登場。ジョシュアの親友。少し長めのコーヒー色の髪を持ち、古びた薄汚いコートを羽織り、眼鏡をかけている。
立て板に水と詭弁を垂れ流すのが特技。また、一度にたくさんのことを考える能力も持っており、『DEMONIC』ではジョシュア一行において、主に情報収集と交渉を担当した。自分の親しい人物以外とは誠実に付き合おうとはしないが、必要であれば初対面の人間とも上手く付き合う方法を心得ている。
ウィザードになるためティチエルに魔法を教わっているが、面倒くさがりな彼はなんとか逃げだそうと画策している。
ガナポリーの遺産であるバイオリンを弾くことが出来る。
オンラインゲーム「テイルズウィーバー」では自分の身を守るために習得したとされる剣術を使用して戦うキャラクターとして使用することができる。また、風術士としての才能があり特殊な風の魔法を使用することもできる。気まぐれな性格で酒豪、シニカルな言葉遣いで相手を怒らせる話術を持つ人物として紹介されている。
クラリチェ・デ・アブリル
第2部『DEMONIC』に登場。ジョシュアやマキシミンと同じ年頃の、薔薇色の長い髪を持つ少女。愛称は「リチェ」。彼女自身は「リチェ・アブリル」「リチェ・モンプレイネ」と名乗ることが多い（「モンプレイネ」は遠い地に住む父親の姓）。母親、弟と同居している。
ミレンゲート衣裳室で針子を、コラリという食堂でウェイトレスをしている。針子としての腕前はかなりのものであり、俳優マックス・カルディの舞台衣装の制作を担当している。針仕事に関する自尊心は高く、心の底ではデモニックに負けたくないと思っているが、おごり高ぶる事は無い。下手なものは下手とばっさり言うが、専門職として高い技術を持つ人物は尊敬している。嘘をつくのが苦手。
オンラインゲーム「テイルズウィーバー」では“リーチェ”と名乗っており、ブルーコーラルでお店を開いている。
ルシアン・カルツ
カルツ商団の若旦那。明るい金髪に青い瞳を持つ、純真快活な少年。年に比べてやや幼い部分を残している。
商団の跡取りであるのだが、商才はあまり発揮しておらず、賭け事に熱くなりやすい面がある。並大抵の貴族などとは比べものにならないほどの財力と権力を持っているが、傲慢な態度を取ることはない。マキシミンは「それはただ単に彼が単純過ぎるだけ」と語っている。
『冬の剣』におけるボリスとの出会いが、ルシアンにとっての人生の転機となる。
ティチエル・ジュスピアン
第2部『DEMONIC』に登場。天才ウィザード、エルベリク・ジェスピアンの娘。明るい金髪に銀色の瞳を持つ。
父親曰く「天使のように優しく、かわいらしく、賢く、誠実な娘」。魔法に関する膨大な知識を持っているが、普段は何も考えていないように見えるという、おっとりとしていてどこか間の抜けた所もある。
マキシミンに魔法を教える先生であり、彼に対しては小言が多い。眠っているマキシミンを魔法で浮かせたりするなど悪戯好きな面もある。

## 用語

### キーワード
ウィンタラー
ボリスが持つ“冬の剣”。「冬を過ごす者」という意味を持つ。不気味なほど白く輝く不思議な金属で出来ており、冷気を纏っている。対になる防具「スノーガード」と合わせて「ウィンターボトムキット」と呼ばれる。大変珍しい装備であるため、ウィンターボトムキットを巡る争いが絶えない。
ウィンタラーには恐ろしい魔力が秘められており、そのためにボリスの人生は大きく狂う事になるが、兄の形見でもあるため決して手放すことは出来なかった。「テイルズウィーバー」ではその力自体封印されているという設定になっている。
スノーガード
「ウィンタラー」と対になっている防具。
作品の中では、ボリスの兄・イェーフネンが二人で旅をしているときに死亡し、その亡骸を埋めるときにボリスが着せて埋めている。
デモニック
生まれた瞬間に悪魔によって秘密の言葉を授けられ、悪魔に運命をゆだねる代わりに無限の才能を与えられたという天才の血統。アルニム家で4代おきに発現する（ただし例外もある）。デモニックになる代わりに白痴として生まれることもある。例外を除き霊媒の能力を持つ。
デモニックとして生まれた者は生まれた瞬間に言葉を発し、1歳になる前に文字を読み、5歳になればそこら中にある本を全て暗記し、あらゆる芸術に対して驚異的な才能を発揮し、天使でさえ恥ずかしくなって逃げ出すほど美しい顔をしていると言われている。
デモニックには「秘密の言葉以外の見聞きしたことは絶対に忘れることが出来ない」という能力があり、ジョシュアはそれにより苦しんでいる。何年も昔の光景を寸分の狂いもなく正確に思い出すことがあり、その度に本当に自分は狂っているのだと錯覚してしまう。
さまざまな能力を持っている代わりに、デモニックは誰からも愛されず、誰も愛すことのできない傾向にあり、デモニックとして生まれた者はほとんどの場合、夭折してしまう。

### その他の用語
人形
魔法王国カナポリにおいて大勢造られたもので、驚くほど精巧にできており、人間が人形に恋をすることもあったという。
普通の人形は簡単な状況判断や会話しかできないが、中には生きている人間と同じ思考回路や命を持つものもある。後者は「複製人形」と呼ばれている。
複製人形には2種類あり、一つは死者を複製した人形、そしてもう一つは生きている人間を複製した人形である。両者とも造るのには倫理的な問題があるが、前者は特別な場合に許可されることもあった。しかし後者の複製人形は「ドッペルゲンガー」と呼ばれ、いかなる場合にも創造することが禁止されていた。

## 日本語版既刊一覧
1. ルーンの子供たち1 冬の剣（ISBN 4776792370）
2. ルーンの子供たち2 冬の剣 消えることのない血（ISBN 4776792389）
3. ルーンの子供たち3 冬の剣 夜明けを選べ（ISBN 4776792532）
4. ルーンの子供たち DEMONIC 1（ISBN 477679375X）
5. ルーンの子供たち DEMONIC 2（ISBN 4776793881）
6. ルーンの子供たち DEMONIC 3（ISBN 4776794020）
7. ルーンの子供たち DEMONIC 4（ISBN 4776794535）
8. ルーンの子供たち DEMONIC 5（ISBN 4776794624）